# Анцер, Иоганн Баптист фон
Иоганн Баптист фон Анцер (нем. Johann Baptist von Anzer, 16.05.1851 г., Теннесберг, Германия — 24.11.1903 г., Рим, Италия) — католический епископ, член монашеского ордена вербистов, ординарий апостольского викариата Южного Шаньдуна.

## Биография
В 1875 году вступил в монашеский орден вербистов. 15 августа 1876 года был рукоположён в священника. В 1879 году отправился вместе с основателем монашеского ордена вербистов Иосифом Фрайнадемецем на миссию в Китай. Возглавлял католические школы в Гонконге до 1882 года, когда его отправили на миссию на юг провинции Шаньдун.
12 января 1886 года Римский папа Пий IX назначил его титулярным епископом и апостольским викарием нового апостольского викариата Южного Шаньдуна. 24 января 1886 года он был рукоположён в епископа.
По инициативе Иоганна Баптиста Анцера в городе Цзинин была основана духовная семинария, которую в 1896 году закончили первые два китайских священника.
1 ноября 1897 года в Китае произошло убийство двух немецких миссионеров из монашеского ордена вербистов, что послужило поводом германской интервенции. После убийства Иоганн Баптист Анцер отправился в Германию, где убедил германского кайзера Вильгельма II отправить в Китай два военных корабля в залив Цзяочжоу на юго-восточном побережье провинции Шаньдун. За эти действия Луитпольд Баварский в 1897 году возвёл Иоганна Баптиста Анцера в графское достоинство.
После начала восстания боксёров в 1900 году покинул Китай.
Умер 24 ноября 1903 года от внезапного инсульта во время пребывания в Риме.

## Источник
- Biographisch-Bibliographisches Kirchenlexikon
- Библиография  (нем.)